# La Abraq Airport
La Abraq Airport är en flygplats i Libyen. Den ligger i den nordöstra delen av landet, 800 km öster om huvudstaden Tripoli. La Abraq Airport ligger 640 meter över havet.
Terrängen runt La Abraq Airport är platt söderut, men norrut är den kuperad. Terrängen runt La Abraq Airport sluttar norrut. Runt La Abraq Airport är det mycket glesbefolkat, med 7 invånare per kvadratkilometer. Närmaste större samhälle är Shahhat, 9,3 km väster om La Abraq Airport. Trakten runt La Abraq Airport består till största delen av jordbruksmark.